# Scutiger (schimmel)
Scutiger is een geslacht van schimmels behorend tot de familie Albatrellaceae. De typesoort is Scutiger tuberosus.

## Soorten
Volgens Index Fungorum bevat het geslacht acht soorten (peildatum december 2021):
| Soortnaam            | Auteur(s)                   | Publicatiejaar |
| -------------------- | --------------------------- | -------------- |
| Scutiger badius      | Paulet                      | 1812           |
| Scutiger decurrens   | (Underw.) Murrill           | 1903           |
| Scutiger holocyaneus | (G.F. Atk.) Murrill         | 1903           |
| Scutiger hypophyllum | Paulet                      | 1812           |
| Scutiger maculatus   | Paulet                      | 1812           |
| Scutiger pes-caprae  | (Pers.) Bondartsev & Singer | 1941           |
| Scutiger spinosus    | Paulet                      | 1812           |
| Scutiger tuberosus   | Paulet                      | 1808           |